# Castell de Koerich
El castell de Koerich (en luxemburguès: Schlass Käerch; en francès: Château de Koerich), és actualment unes ruïnes situades en Koerich al centre de Luxemburg. Amb una història que data del segle xii, és un dels castells de l'anomenada Vall dels Set Castells.

## Història
L'ara conegut com a Castell de Koerich, va ser construït per Wirich I, Senyor de Koerich i Senescal de Luxemburg a la fi del segle xii i principis del segle xiii en estil romànic. Va ser ampliat el 1304 per Godefroid de Koerich qui li va donar una aparença més gòtica. La torre de l'homenatge, ara d'11 m d'alçada, va ser sens dubte molt més alta quan va ser construïda. Té una base de 12 x 11,6 metres i parets de fins a 3,5 m de gruix, és una de les més impressionants de tota la regió. Una escala de cargol interior [a | en] una de les parets dona l'accés a les diferents plantes.
Envoltat per un fossat, el castell originàriament tenia una entrada fortificada amb un rastell. Des de 1380, Gilles d'Autel i Koerich va convertir la fortalesa en una residència més còmoda mitjançant la construcció de dues torres de 12 m a cada extrem de la paret sud. La torre sud-oest que segueix en peus, allotja una capella a la planta baixa. El 1580, el nou propietari Jacques de Raville va fer més canvis, va demolir part de la propietat i la va addicionar de dues noves ales renaixentistes. La xemeneia senyorial al primer pis i grans finestres rectangulars atesten l'esplendor palatina del castell en aquell moment. L'ala sud es va modificar novament en 1728, aquesta vegada amb addicions del barroc arquitectònic.
Després de la mort dels Raville a la segona meitat del segle xviii, el castell va començar a caure en la ruïna a causa de la falta de manteniment. El 1950, Pierre Flammang, l'últim propietari privat, va portar a terme algunes reparacions estructurals essencials abans que el castell finalment passés a les mans de l'Estat.

## Galeria

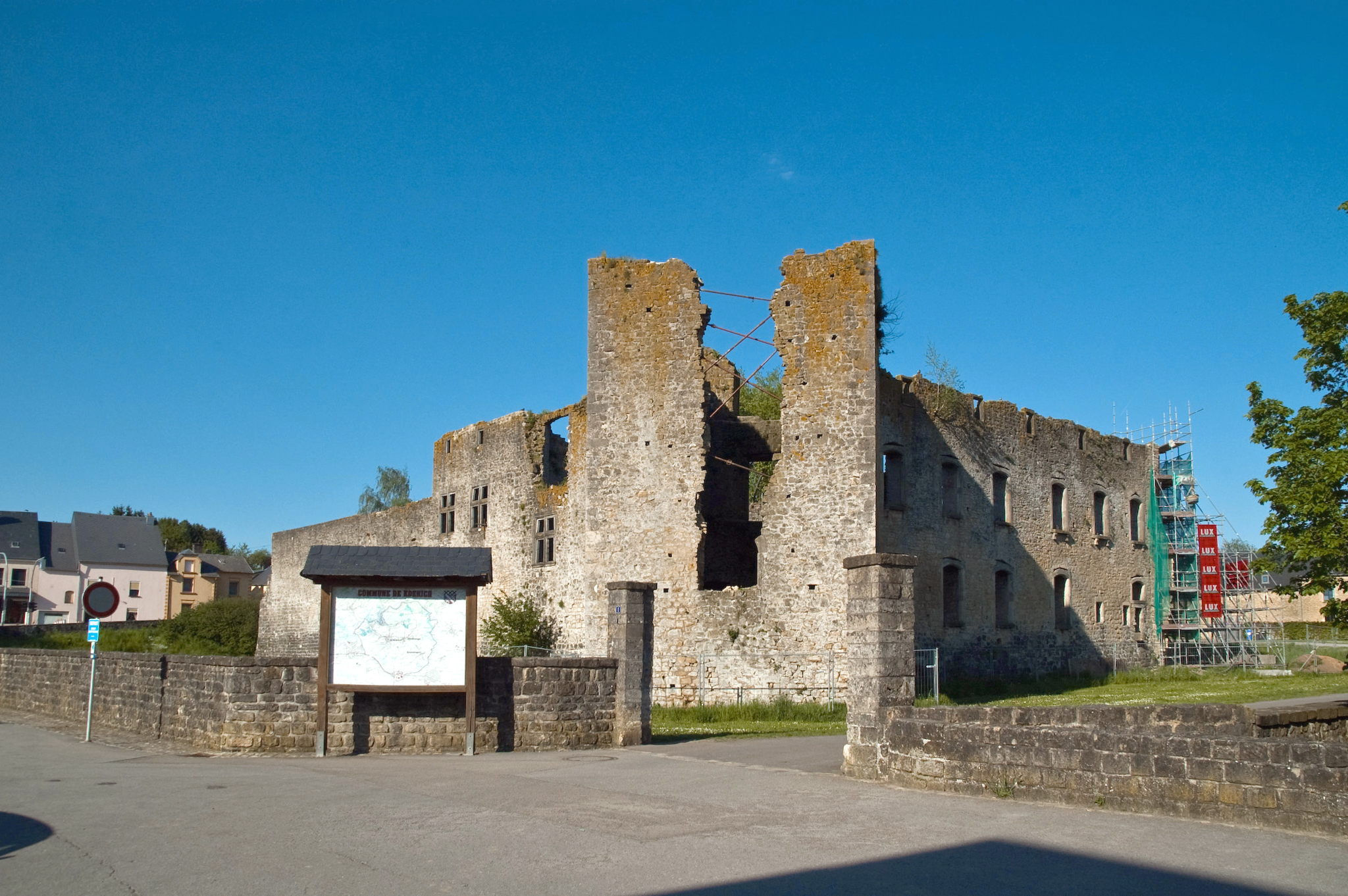
Entrada
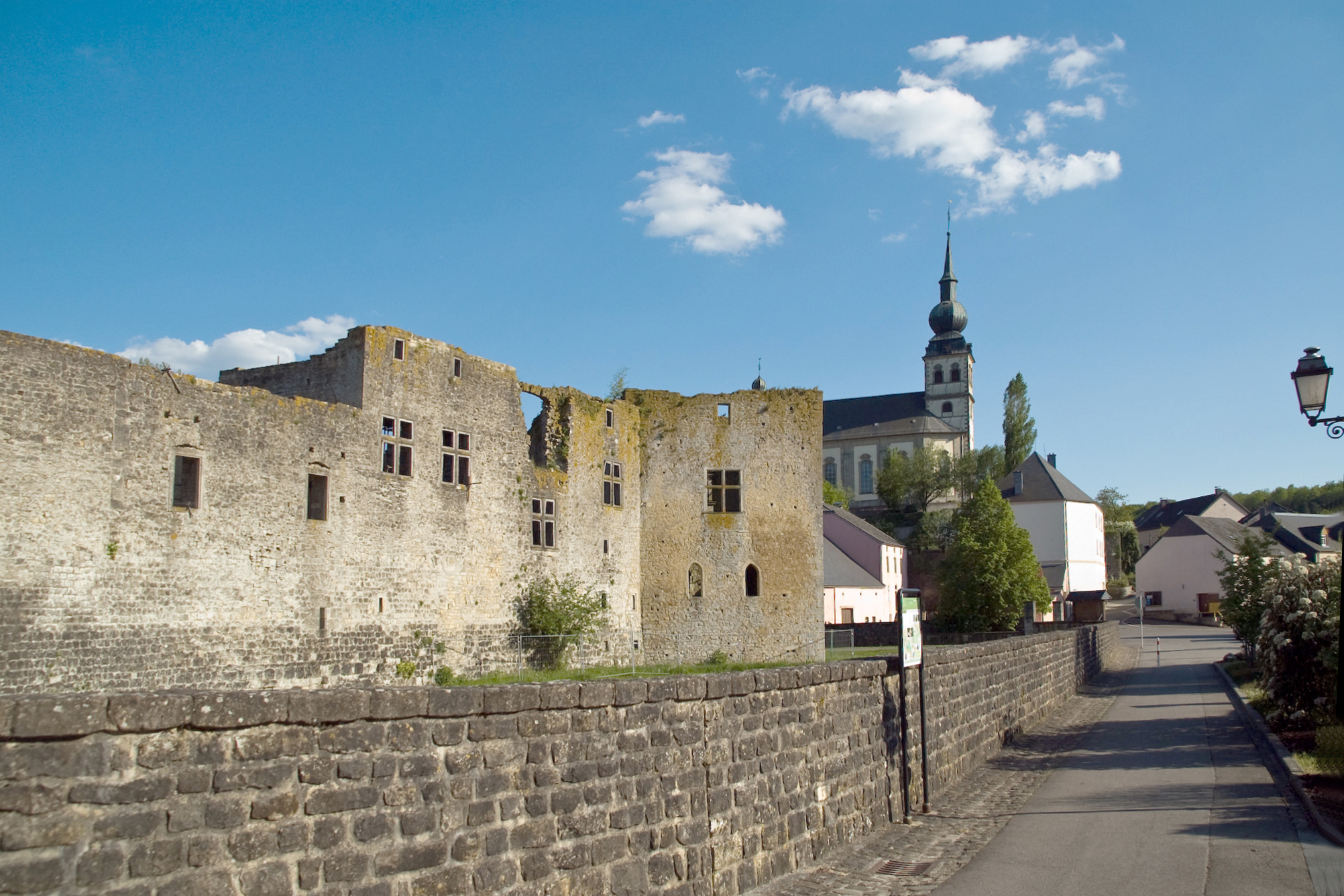
Castell amb església del bàrroc
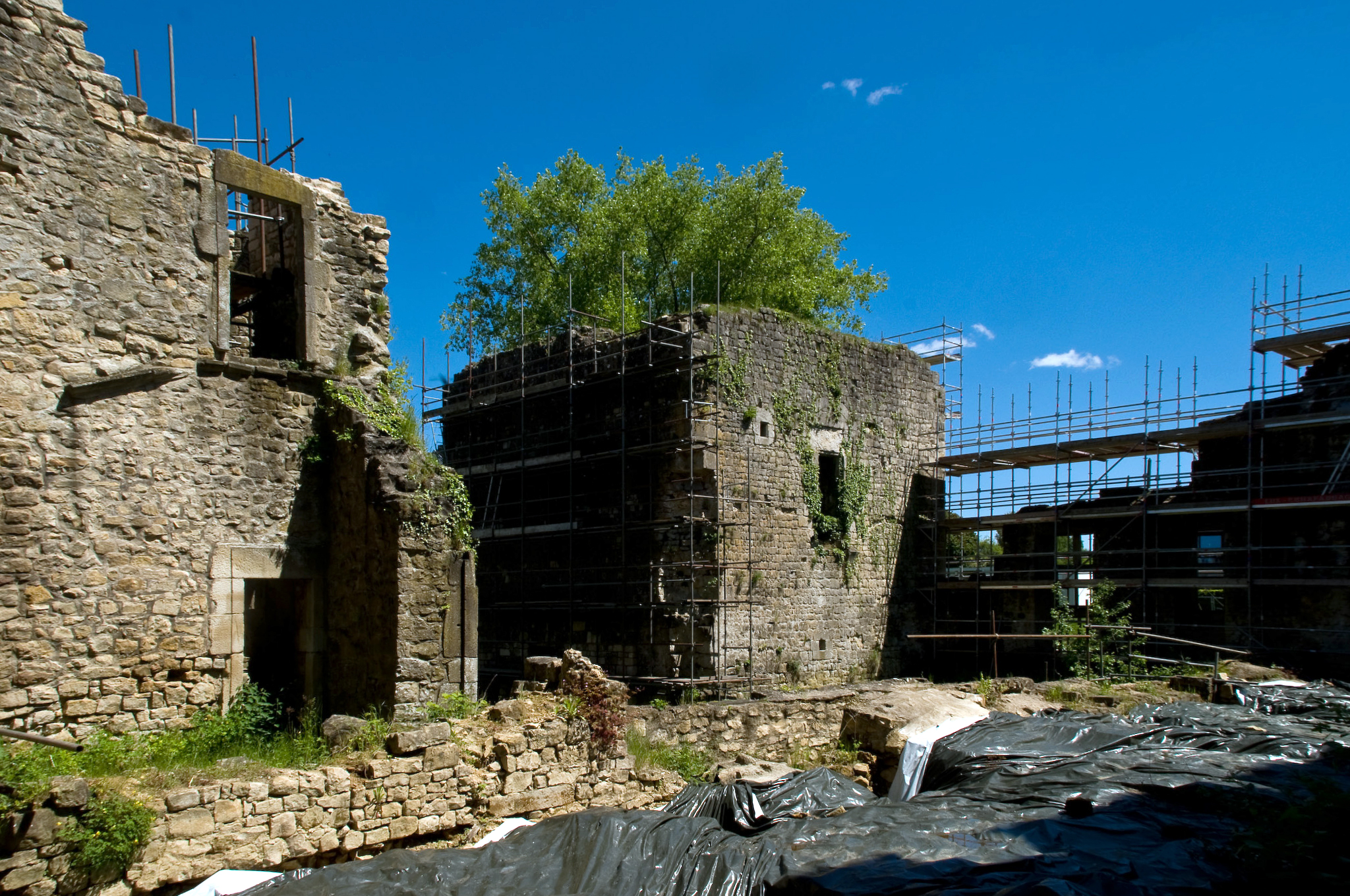
Interior
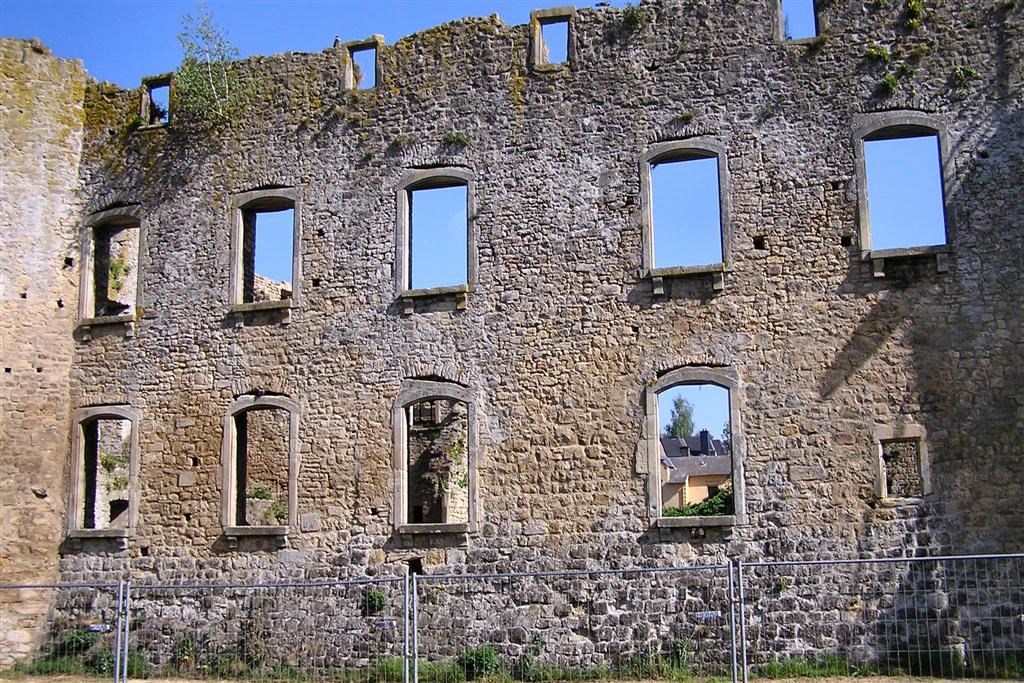
Pared sud